# Alanäset
Alanäset är också det ursprungliga namnet på orten Albacken i Bräcke kommun.
Alanäset är kyrkbyn i Alanäs socken i norra Jämtland. 

## Etymologi
Platsen i fråga, ett lågt liggande näs i Stora Flåsjön, kallas när den första gången omnämnes 1654 "Flåsiönäs" men efter finnarnas bosättning alltid endast Alanäset med olika stavningssätt. Vad namnet betyder, är kanske inte så lätt att avgöra. Då det gäller finnar här, kunde man kanske frestas att tänka på finskans als- d.v.s. det nedre näset. Skrivsättet Allanäs med det korta a:et vittnar också om hur finnarna uttalat namnet. Andra har framhållit att namnet måste hänga ihop med alträdet. Men det här är gammalt jämtskt område, och på jamska säger man inte al utan "årder" om detta träd. Lika litet behöver någon förmoda någon lapsk rot i sjönamnet Flåsjön. Jämten vet, vad en "flå tallrik" är. På norska sidan talar man också om "fjeld-flåer", breda flata ytor. En tredje förklaring angående Alanäsnamnet fasthålles bland lokala forskare. De hänvisar till den gamla roten "ale" eller "aela"  som kan betyda både odla och uppföda. Ordet har samband med svenskans ord "alstra". Om en mor med många barn kan man t.ex. säga: "Hon är bra att ala barna" d.v.s. att uppföda, uppfostra dem. En gammal sägen har gått i Strömstrakten, att man i den gamla tiden från Äspnäs vid Vattudalen fört småkreaturen hit till denna holme, som så gott som skildes av vatten från fastlandet då, för att ha "småfiet" i fred för odjuren.

## Historia
Under 1600-talet började skogsfinnar dyka upp i Flåsjötrakten - välkomnade av den svenska statsledningen som gärna såg att det enorma, outnyttjade skogsområdet i norra Jämtland skulle exploateras och därmed ge staten nya, friska skatteobjekt och givetvis också soldatämnen. Finnarna var ju också kungens undersåtar eftersom Finland var en del av Sverige sedan tidig medeltid. Den första finnen som slog sig ned på näset i Flåsjön var Anders Olufsson. Han kom närmast från Ramsele socken, dessförinnan Viksjö socken utanför Härnösand. Efter en del krångel fick han så nedsättningstillstånd på 1660-talet. Samtidigt hade finnar etablerat sig i Ringvattnet och Havsnäset. Man kan gott säga att det vid den tiden etablerades en finländsk koloni runt Flåsjön.
De invandrande finnarna kom att konfronteras med svenskar, kvarvarande norrmän och samer. Några större problem uppstod väl inte eftersom det jättelika området kring Flåsjön och mot Vattudalen till en början var ren ödemark. Allt eftersom byar som Havsnäset, Alanäset, Ringvattnet och Siljeåsen växte fram bildades stödjepunkter för en framtida utveckling. Byarna växte fram i symbios - de förutsatte varandra. När området skulle få sin första kyrka blev det Alanäset som utsågs till kyrkby - på grund av sitt strategiska läge.
När skogen "blev till guld" i slutet av 1800-talet påbörjades en snabb utveckling av området - framförallt ekonomiskt och befolkningsmässigt. Alanäset blev då också ett skogligt centrum eftersom det största skogsbolaget förlade sitt lokalkontor till kyrkbyn. Som mest kan Alanäset ha haft cirka 250 fastboende och detta bör ha inträffat på 1940-talet. Redan i slutet av 1950-talet påbörjades utflyttningen när ungdomar för arbete och studier sökte sig från Alanäset och övriga byar. Idag år 2009, när detta skrivs, bor cirka 30 fastboende i Alanäset och läget i de övriga byarna i området är detsamma. Borta sedan länge är affärerna och skolorna.

### Fotnoter
1. ↑  Bertil Hasselberg: Hällesjö sockens historia – Alanäset Arkiverad 23 juli 2013 hämtat från the Wayback Machine.